# Iktinos

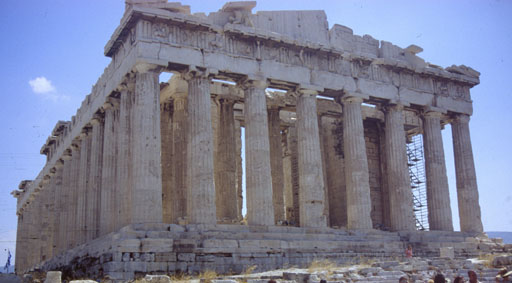
Der Parthenon

Iktinos (griech. Ἰκτῖνος) war einer der bedeutendsten Architekten des antiken Griechenlands. Über seine Herkunft und Geburtsjahr ist nichts bekannt. Er war zusammen mit Kallikrates der Architekt des Parthenons auf der Akropolis von Athen (Bauzeit von 448/447 bis 438/437 v. Chr.). Wie weit Phidias, der gemäß Plutarch die Oberaufsicht über die Neugestaltung der Akropolis hatte, die Architektur dieser Bauten mitbestimmte, ist unklar. Nach Vitruv hat Iktinos – zusammen mit einem sonst unbekannten Karpion – auch ein Buch über diesen Bau veröffentlicht. Weitere Bauten waren das Telesterion in Eleusis, das Hauptgebäude des dortigen Kultes, und der Apollontempel bei Bassae. Über sein Todesdatum ist nichts bekannt. Iktinos war sehr innovativ und scheint sich besonders für die Kombination verschiedener Baustile interessiert zu haben. So trägt der dorische Parthenon einen ionischen Fries und der Tempel von Bassai kombiniert sogar alle drei damaligen Baustile.